# Яматанэ (художественный музей)

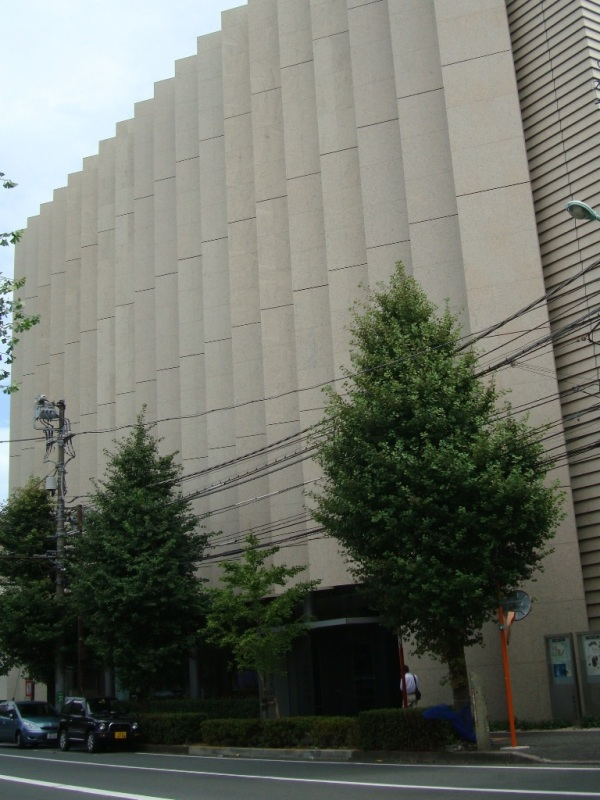
Музей Яматанэ в Токио

Художественный музей Яматанэ (яп. 山種美術館 Yamatane Bijutsukan) — частный художественный музей Токио, где представлены произведения традиционной японской живописи стиля нихонга.

## Общие сведения
Музей Яматанэ был основан токийским предпринимателем Ямадзаки Танэйдзи (1893—1983), занимавшимся операциями с ценными бумагами. Он собрал обширную коллекцию японских произведений искусства в стиле нихонга и рассчитывавал со временем выгодно её продать. В 1966 году он сделал эту коллекцию (названную так же, как именовалась его фирма) доступной для публики. Первоначально музей находился в финансовом районе Токио, в квартале Кабутосё, близ здания, где располагалось правление фирмы Ямадзаки. В 2007 году он был переведён в более удобные помещения в токийском районе Сибуя. В музее хранятся одни из наиболее выдающихся работ японских мастеров в эпохи Мейдзи, Тайсё и Сёва — Такэути Сэйхо, Уэмуры Сёэна, Мураками Кагаку, Окумуры Тогю. С одной из них, Ёкоямой Тайкан, основатель музея был дружен. Наиболее обширным является собрание картин работы рано скончавшегося живописца Хаями Гиёсю. В 1976 году музей приобрёл 105 его плотен из собрания Атака, и в результате стал обладателем 120 произведений Хаями, в том числе двух его работи, входящих в число Важнейшего культурного наследия Японии (картины «Танец в пламени» и «Камелия, теряющая листья»). Кроме произведений нового времени, в музее можно увидеть и более ранние работы в традиционном японском художественном стиле, например, школы Римпа (художника Сакаи Хоицу).

## Галерея

Хаями Гиёсю, Танец в пламени
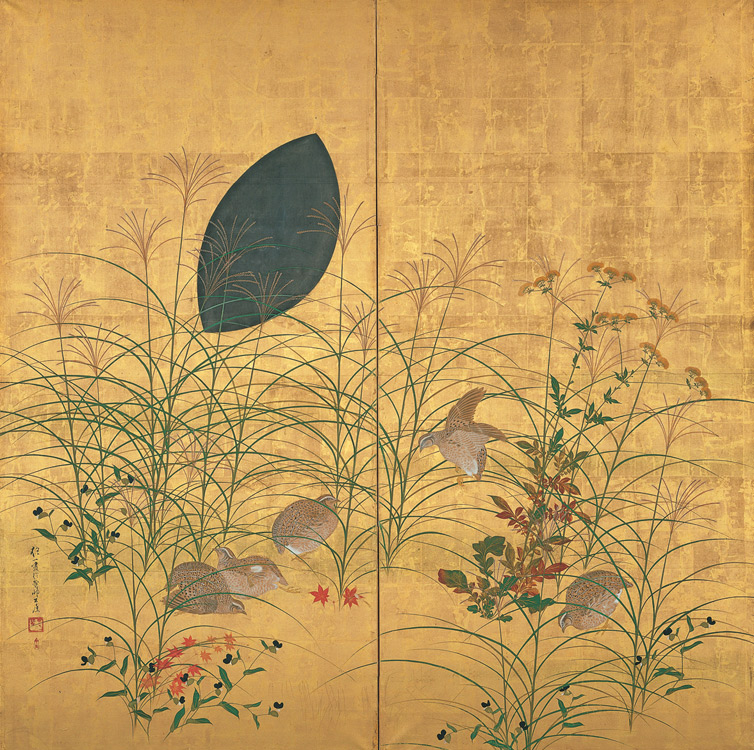
Сакаи Хоицу, Перепёлка и осенняя луна, (до 1828)
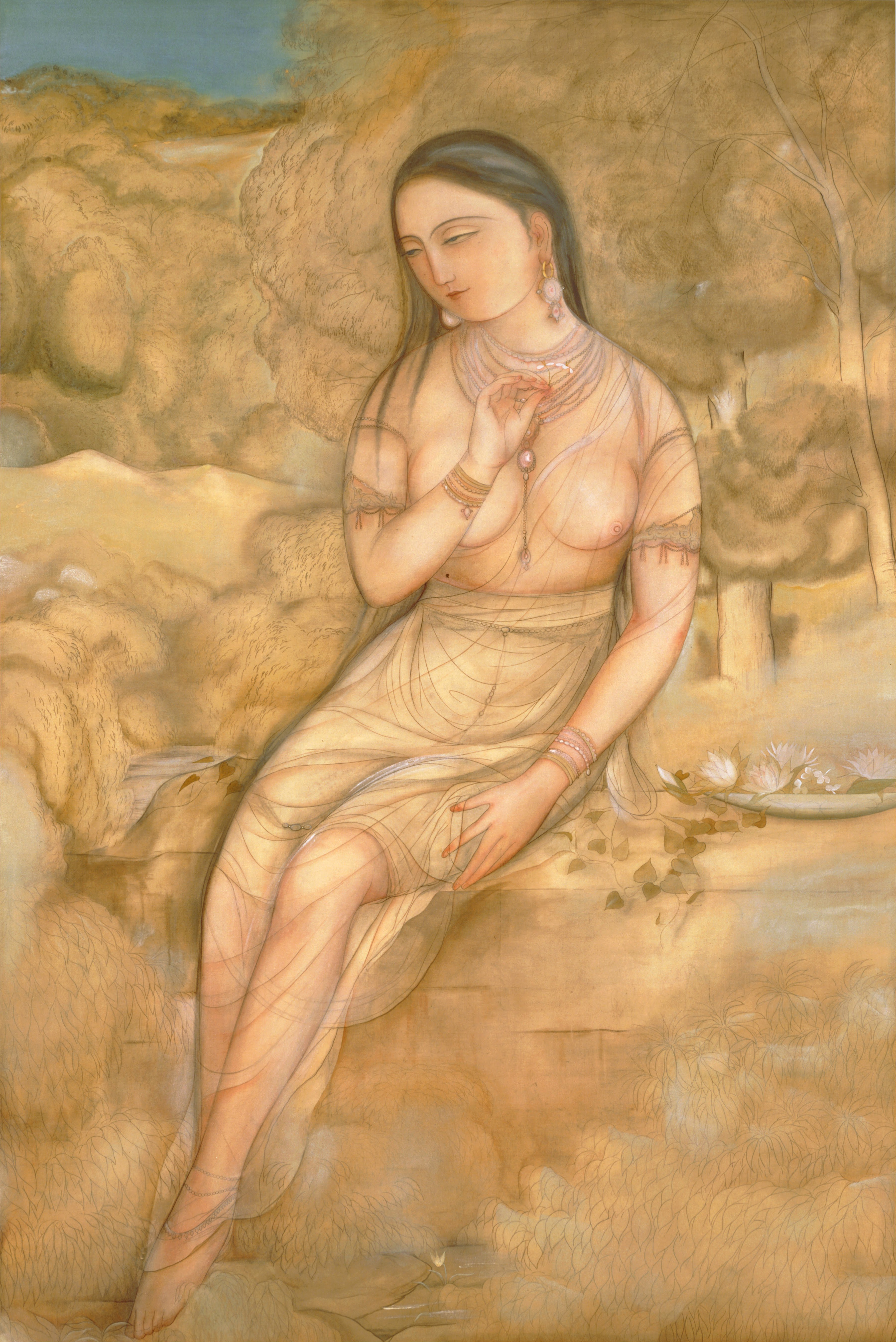
Мураками Кагаку, Ню, (1920)
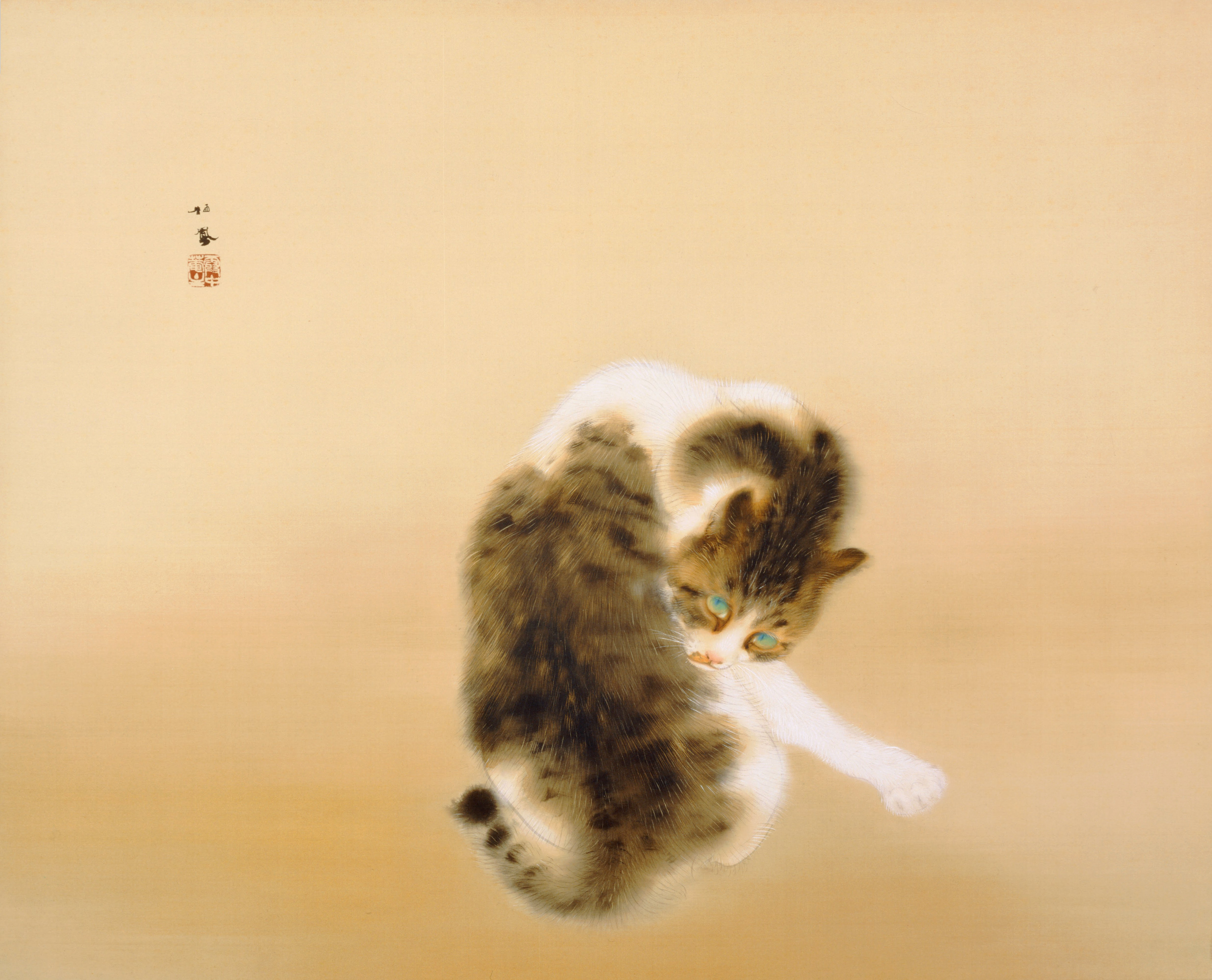
Такэути Сэйхо, Пятнистая кошка, (1924)
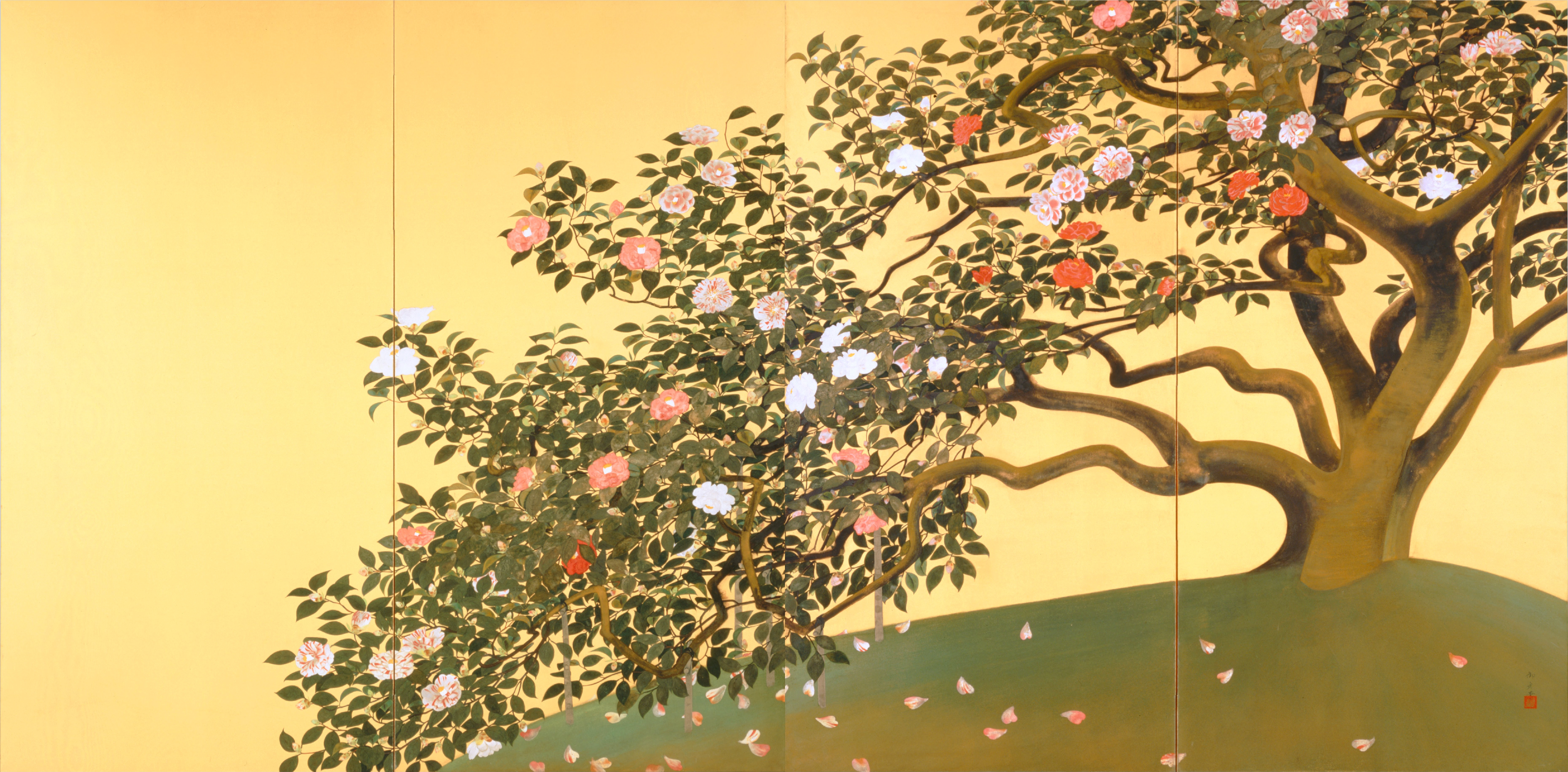
Хаями Гиёсю, Камелия, теряющая листья, (1929)